# 尤利亞水道

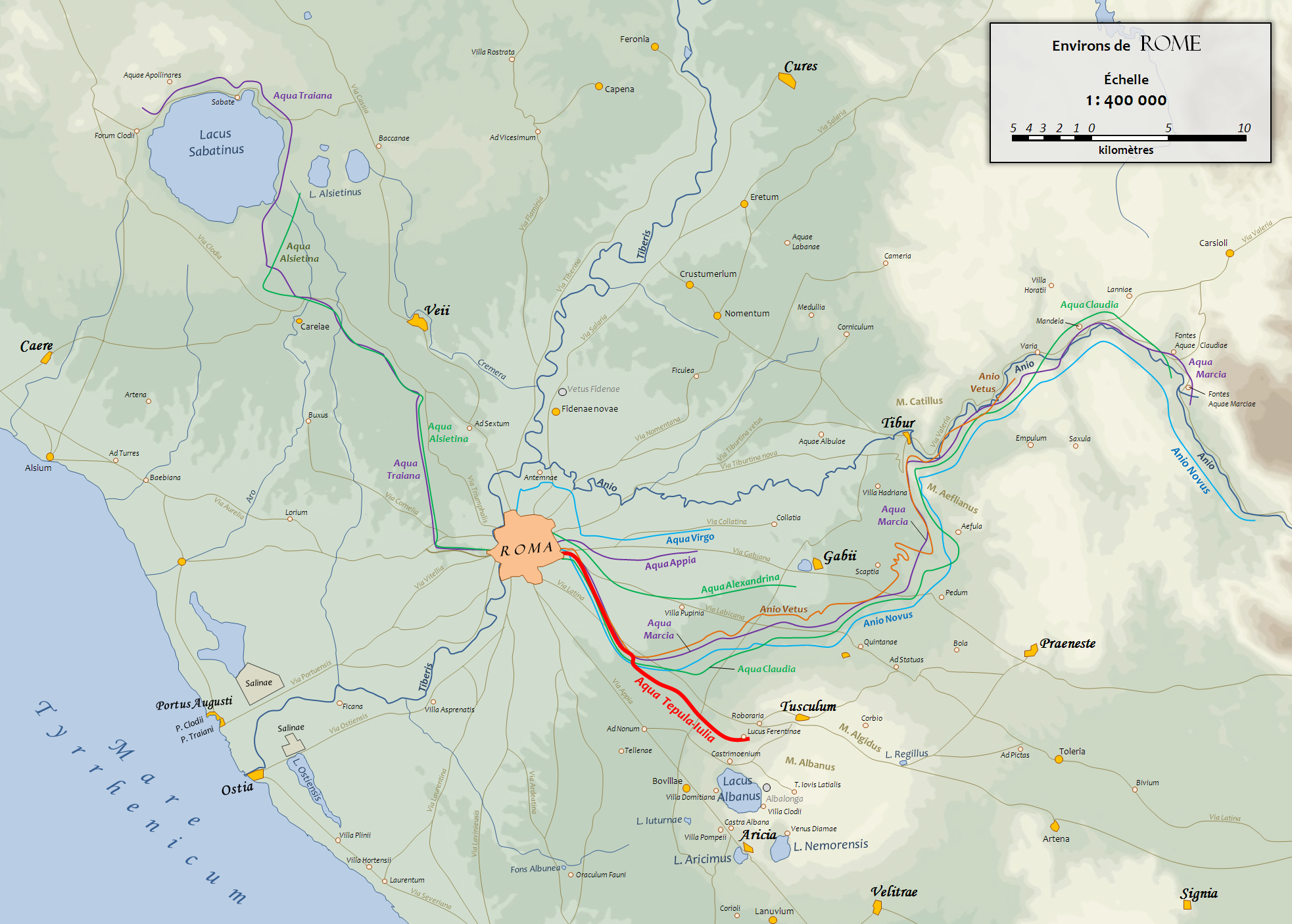
路線圖

尤利亞水道（Aqua Julia）是古羅馬水道之一，由瑪爾庫斯·維普撒尼烏斯·阿格里帕修建於西元前33年。在西元前14年奧古斯都執政時期，尤利亞水道得到翻新和擴建。水道全長22.8公里。

## 外部連結
- Platner and Ashby

41°53′49″N 12°30′39″E / 41.89694°N 12.51083°E